# Marina de Cudeyo
Marina de Cudeyo és un municipi de la comarca de Trasmiera, en la Comunitat Autònoma de Cantàbria.
És a 14 km de Santander concretament al sud de la Badia de Santander i està majoritàriament envoltat per aigua.
Al nord es troba l'ajuntament de Ribamontán al Mar i aquesta badia; a l'est Ribamontán al Monte, Entrambasaguas i la desembocadura del Miera, coneguda com a Ria de Cubas; al sud Medio Cudeyo i la Ria de Tijero i finalment a l'oest el municipi d'El Astillero del que li separa la Ria de San Salvador.

## Geografia
La seva geografia està composta per petites elevacions que no superen la centena de metres i una costa plena d'aiguamolls i fins i tot alguna platja.
Antigament la superfície de Marina de Cudeyo era bastant menor, ja que es van guanyar terres al mar mitjançant petits dics, aquests es van convertir en extensos prats. La major part del terreny són pastures normalment dedicada a la ramaderia i és poca l'extensió de boscos.
Davant Pontejos, a la Badia, es troba la Isla de Pedrosa, actualment alberga un hospital per a la rehabilitació de drogodependents.

## Història
- Des d'antany es coneix l'existència de vestigis prehistòrics a la cova del Moro (Gajano) i s'han trobat materials paleolítics i restes ceràmiques medievals a Elechas, a més de materials de l'època romana i medieval al cim del Mato. D'altra banda, s'han descobert jaciments corresponents a una necròpolis de l'alta edat mitjana a Orejo i Gajano.
- Cap a l'any 1000, es va conformar l'Alfoz de Cudeyo articulat en diverses parròquies.
- En 1351, per primera vegada apareixen nomenats dos nuclis de població de l'actual municipi: Agüero i Elechas, pertanyents a Pedro González de Agüero «El bueno».
- Ja en l'Edat moderna, es va constituir la Junta de Cudeyo, formada per tres «terços» del territori anomenat «Tercio de la Marina», que va ser l'origen de l'actual Marina de Cudeyo. La Junta es va integrar en la merindad de Trasmiera.
- En 1753, segons el Catastro de la Ensenada, la localitat de Pontejos es va vincular al règim senyorial, i al segle xviii es van crear les primeres empreses industrials, basades en l'activitat pesquera, que van ser construïdes sobre terres guanyades al mar.
- En 1822 s'institueixen els primers ajuntaments constitucionals i va ser llavors quan es va formar amb el Tercio de la Marina de Cudeyo (i sense els concejos d'Heras i San Salvador) el municipi anomenat Rubayo, que en 1835 es va canviar de nom a Marina de Cudeyo. El partit judicial del qual va dependre l'ajuntament va ser, en un primer moment, Entrambasaguas (actualment Santoña) i finalment Medio Cudeyo.

## Patrimoni
Són dos els béns d'interès cultural d'aquest municipi:
- Torre de Gajano, amb categoria de monument.
- El poble d'Agüero, amb categoria de conjunt històric.

A més, són béns inventariats:
- Palau i església parroquial de Setién.
- Edificii del seglo XVII-XVIII de Pedreña.

## Comunicacions

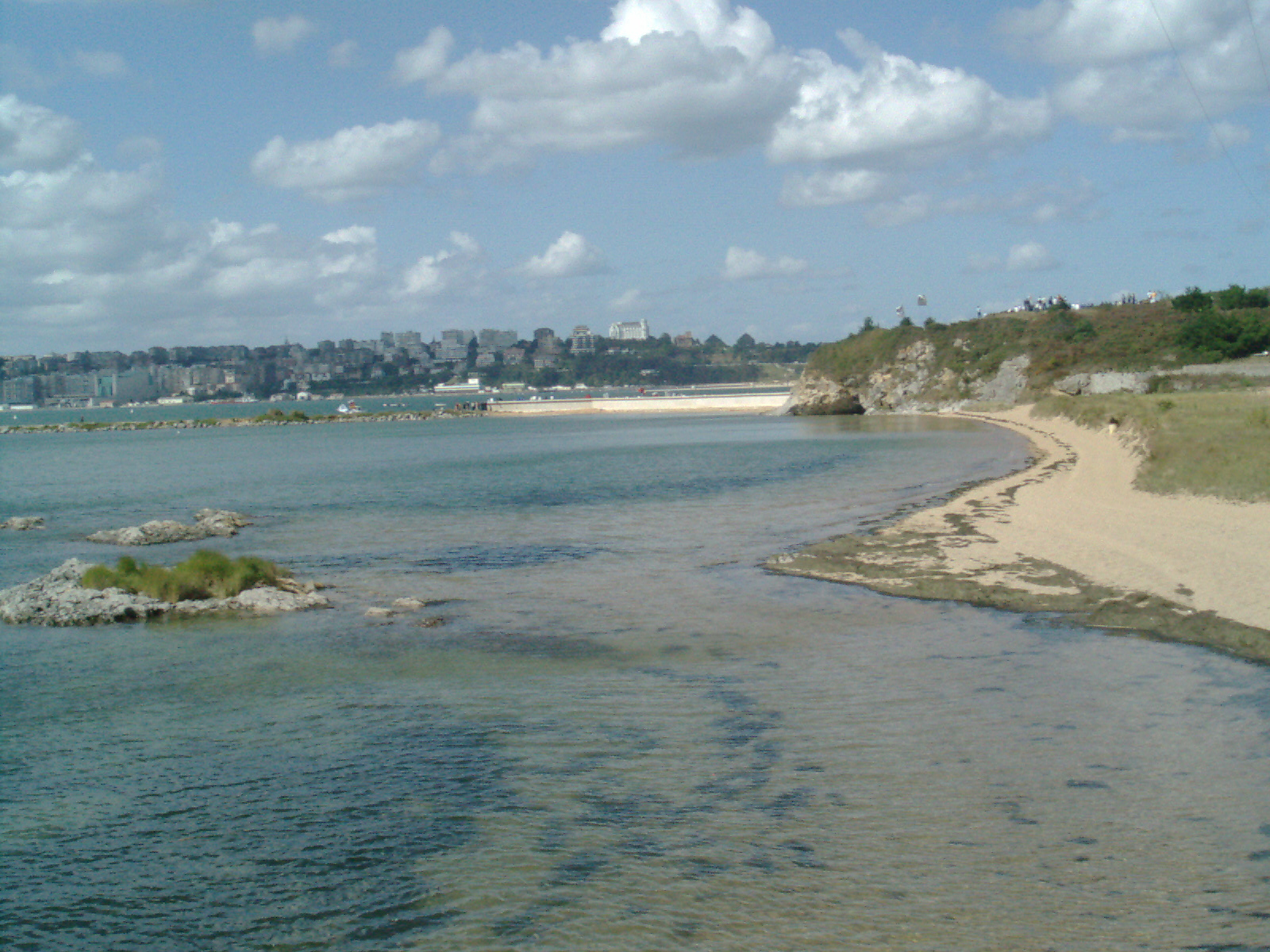
Platja de Pedreña, amb la ciutad de Santander al fons

Marina de Cudeyo està situada en un bon lloc pel que fa a les comunicacions.
D'una banda, és circunvalada per l'Autovia del Cantàbric (A-8, E-70) a la qual es pot tenir accés d'una forma ràpida mitjançant les carreteres autonòmiques primàries CA-141 i CA-145.
D'altra banda, cal dir que també hi ha transport ferroviari, operat per la companyia FEVE, que compta amb diverses estacions al municipi al llarg de la línia que connecta Santander amb Liérganes i Bilbao.
Pel que fa a comunicacions no terrestres cal destacar que l'aeroport i el port de Santander es troben a escassos minuts, i des de principis de segle xx, hi ha un servei de llanxes que transporten passatgers entre les localitats de Santander, Pedreña i Somo, molt popular especialment a l'estiu.

## Economia
- Sector primari

Tot i que fa anys aquest sector va ser predominant en aquesta zona de Cantàbria, en els últims temps ha patit un important descens arribant a l'actual 9,6% de població ocupada. L'activitat més forta d'aquest sector és la ramaderia bovina, que en l'actualitat compta amb 178 explotacions ramaderes.
- Sector secundari

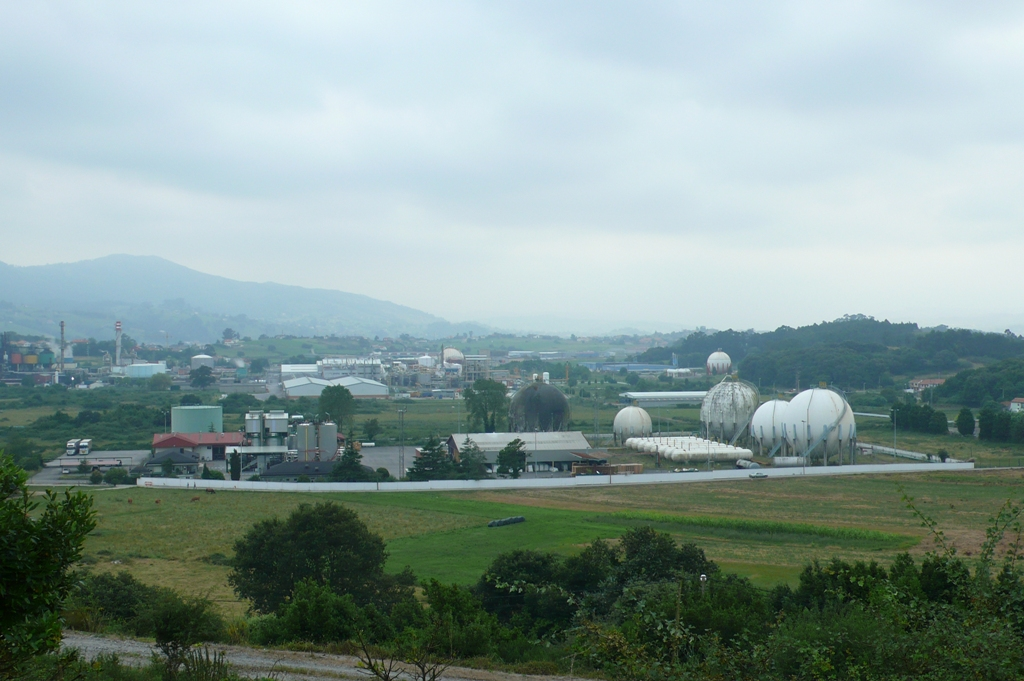
Vista d'una planta petroquímica en Gajano

La indústria a Marina de Cudeyo va augmentar en 1966, a l'acabar-se la construcció del pont sobre la ria de Sant Salvador, que connecta a aquest municipi amb el de El Astillero i, per tant, a les principals vies de comunicacions de la regió.
En un primer moment es van instal·lar empreses petroquímiques i fàbriques de diversos tipus en resultar atractiu la situació del municipi per estar a prop de l'autovia del Cantàbric i sobretot, del port de Santander.
- Sector terciari

Indubtablement, aquest és el sector més important, no només a nivell municipal, sinó també a nivell regional, emprant a més de la meitat de la població.
Les activitats hostaleres són les regnants, crescudes amb l'augment del turisme iniciat en aquesta zona gràcies a la creació del Real Club Golf de Pedreña en 1928 i pels nombrosos personatges cèlebres que es van donar cita des de la seva fundació. Posteriorment, les platges properes i les activitats a l'aire lliure, juntament amb nous camps de golf, van recollir el testimoni en matèria de turisme al municipi.

## Localitats
El terme municipal de Marina de Cudeyo té una población de 5.223 habitants i està composta per 8 nuclis de població:
- Agüero
- Elechas
- Gajano
- Orejo
- Pedreña
- Pontejos
- Rubayo (Capital)
- Setién

## Demografia
| 1900  | 1910  | 1920  | 1930  | 1940  | 1950  | 1960  | 1970  | 1980  | 1990  | 2000  | 2005  |
| ----- | ----- | ----- | ----- | ----- | ----- | ----- | ----- | ----- | ----- | ----- | ----- |
| 2.435 | 2.947 | 3.383 | 3.939 | 4.295 | 4.589 | 4.946 | 4.747 | 4.563 | 4.576 | 4.765 | 5.000 |

Font: INE

## Administració
| Eleccions municipals, 23 de maig de 2003 |      |        |          |
| Partit                                   | Vots | %      | Regidors |
| PRC                                      | 1761 | 50,73% | 7        |
| PSOE                                     | 881  | 25,38% | 4        |
| PP                                       | 655  | 18,87% | 2        |

| Eleccions municipals, 27 de maig de 2007 |      |        |          |
| Partit                                   | Vots | %      | Regidors |
| PRC                                      | 1458 | 49,52% | 6        |
| PP                                       | 967  | 25,91% | 4        |
| PSOE                                     | 782  | 20,06% | 3        |

## Festes, festivals i concursos
- San Isidro Labrador: Marina de Cudeyo, 15 de maig.
- San Juan Bautista: Agüero, 24 de juny.
- San Pedro: Pedreña, 29 de juny.
- Nuestra Señora del Carmen: Orejo, 16 de juliol.
- Santa María Magdalena: Setién, 22 de juliol.
- San Pantaleón: Pontejos, 27 de juliol.
- Santiago: Orejo, 25 de juliol.
- Nuestra Señora de las Nieves: Gajano, 5 d'agost.
- San Roque: Rubayo, 16 d'agost.
- San Bartolomé: Elechas, 24 d'agost.
- Nuestra Señora del Rosario: Agüero, 5 d'octubre.
- San Martín: Gajano, 11 de novembre.
- Concurs de ramats: Agüero, segon diumenge de juliol.

## Personatges cèlebres
- Severiano Ballesteros: Nascut en Pedreña, el 9 d'abril de 1957, golfista.
- Juan de Herrera «El Trasmerano»: Nascut en Gajano, va ser un mestre picapedrer del segle xvi.